# ブライム・アスロウム
ブライム・アスロウム（Brahim Asloum、1979年1月31日 - ）は、フランスのプロボクサー。元WBA世界ライトフライ級王者。アルジェリア系フランス人。ブルゴワン＝ジャイユー出身。

## 来歴

### アマチュア時代
1979年にフランスでアルジェリア移民の子として生まれる。持ち前の運動能力を生かしアマチュアボクシングでフランスのライトフライ級代表となる。2000年シドニーオリンピックに出場し、ブライアン・ビロリアなど強豪を破って優勝した。これはフランスにとって64年ぶりの快挙であり、フランスボクシング界あげてアスロウムを「期待の星」として持ち上げることになる。

### プロ時代
2001年1月29日に鳴り物入りでプロデビューする。デビュー直後からフランスCanal+テレビが公私に渡って密着し、この金の卵を大事に育てた。事実、アスロウムもそれに応えるように全勝を続け、2002年10月9日にはフランスフライ級王座を獲得し、2003年7月4日にはWBAインターコンチネンタルフライ級王座も獲得。さらに同年11月14日には空位のEBU欧州フライ級王座とWBOインターコンチネンタルフライ級王座を獲得した。
2004年11月8日、ノエル・アランブレットを12回3-0判定で倒しWBA世界フライ級指名挑戦権を手に入れた（ちなみにこの試合から約1年後亀田興毅選手がアランブレットを7回TKOで倒しており、よく亀田選手の実力を測るのに引き合いに出されることがある。ただし、アスロウムと亀田ではボクシングスタイルが違うことを念頭に置かねばならない）。

### 挫折
順風満帆だったアスロウムだが、国内の期待が過度に高すぎた。最初の世界挑戦は2005年12月5日、WBA王者のロレンソ・パーラとの試合であった。Canal+テレビが全面的にバックアップし、一大イベントとなったこの試合でアスロウムは2ラウンドにダウンを奪われるとその後は全くパンチが出せなくなり、ほぼフルマークに近い判定負けという不甲斐ない結果に終わってしまう。
2006年9月28日、東京開催のWBA総会における世界タイトルマッチ会議では、フライ級王者ロレンソ・パーラの戦線離脱により暫定王座を設けることが確認され、この当初はパリで坂田健史とこれを争うことが内定していたが、アスロウムがライトフライ級への転向を表明したことにより実現には至らなかった。しかし2006年12月2日、WBA世界フライ級暫定王座決定戦と同一の興行内でWBAインターコンチネンタルフライ級王座の5度目の防衛戦を行い、結局、1年後にWBA世界ライトフライ級王座を獲得するまではライトフライ級での試合を1度も行わなかった。またインターコンチネンタル王座はこの防衛戦を最後に返上した。
2007年3月10日、WBO王者のオマール・ナルバエスに挑戦するもまたしても前回と同じように大差の判定負けを喫した。フランス国内でもすっかり「アスロウム熱」が冷めてしまう格好となった。

### ライトフライ級
階級をライトフライ級に下げ、2007年12月8日にWBA王者ファン・カルロス・レベコに挑戦し、12回3-0判定で勝利し3度目の挑戦でようやく世界タイトルを手に入れた。
2008年6月、怪我による長期戦線離脱によりWBAから休養王者（Champion in Recess）として認定された。
2009年4月27日、ノンタイトルマッチでウンベルト・プールに3回KO勝ちするも、9月6日に引退を表明しWBA休養王座を返上した。

## 獲得タイトル
- フランスフライ級王座
- WBAインターコンチネンタルフライ級王座
- WBOインターコンチネンタルフライ級王座
- EBU欧州フライ級王座
- WBA世界ライトフライ級王座（防衛0=休養王座に認定）